# Erich Lindenberg
Erich Lindenberg (* 22. September 1938 in Gronau (Westfalen); † 14. September 2006 in Berlin) war ein deutscher Maler. Er lebte in München und Berlin. Sein jüngerer Bruder ist der Rockmusiker Udo Lindenberg.

## Leben
Nach einer Lehre zum Musterzeichner studierte Lindenberg ab 1960 an der Folkwangschule für Gestaltung in Essen Zeichnen und ab 1962 an der Akademie der Bildenden Künste München Malerei. Ab 1969 war er als Zeichner am Bayerischen Landesamt für Denkmalpflege in München halbtags beschäftigt. Ab 1994 wirkte er als Dozent an der Akademie der Bildenden Künste in München. Er wohnte in München-Haidhausen am Wiener Platz. Im Jahr 2006 beendete er seine Tätigkeiten in München, zog nach Berlin und richtete dort sein Atelier ein.
Lindenberg wurde am 16. September 2006 tot in seinem Atelier in Berlin-Kreuzberg aufgefunden. Sein Grab befindet sich auf dem Friedhof der Dorotheenstädtischen und Friedrichswerderschen Gemeinden in Berlin.
Eine Gefährtin aus der gemeinsamen Zeit an der Akademie der Bildenden Künste München gründete im Mai 2008 die Erich Lindenberg Kunststiftung, kaufte in Porza bei Lugano ein Haus und baute es zum Museum um.
Das kunsthistorisch aufgearbeitete Lebenswerk Lindenbergs findet sich im Werkverzeichnis (von 2010) wieder.
Im FAZ-Fragebogen antwortete Udo Lindenberg auf die Frage nach seinem Lieblingsmaler „Erich L.“

## Einzelausstellungen
- 1976 Städtische Galerie Villingen-Schwenningen; Galerie2, Stuttgart; Städtische Galerie im Lenbachhaus, München
- 1979 Kabinett Griesebach / Grewenig, Heidelberg
- 1980 Kunsthalle Kiel
- 1984 Galerie für Kunst und Architektur, Hamburg
- 1985 Fünf Bilder in der Staatsgalerie moderner Kunst, München; Foyer Bayerische Versicherungskammer, München
- 1989 Studioausstellung, Kunsthalle zu Kiel
- 1990 Galerie Hermeyer, München und Museum Morsbroich, Leverkusen
- 1991 Alte Münze München
- 1992 Museum Morsbroich, Leverkusen
- 1993 Haus Benkert, Mainz
- 1994 Marburger Kunstverein; Max-Planck-Institut für Psychiatrie, München
- 1995 Rathausgalerie, München; Evangelische Tagungsstätte Wildbad, Rothenburg ob der Tauber
- 1996 Installation Zerbrochene Figur, Alte Münze München[4]
- 1997 Galerie im Rathaus, München
- 1999 Marion Grcic-Ziersch Kunsthandel, München; Haus Benkert, Mainz; Marburger Kunstverein, Marburg
- 2000 Die Burg, Burghausen
- 2001 Galerie Marktschlößchen, Halle
- 2002 Rathausgalerie München, München
- 2004 Mönchehaus für Moderne Kunst, Goslar
- 2005 Galerie Hermeyer, München
- 2007 Galerie Hermeyer, München

## Gruppenausstellungen
- 1969 Haus der Kunst, München
- 1971 Kooperative Türkenstraße 51, München
- 1975 Kunstverein München, München
- 1975 Deutscher Künstlerbund, 23. Jahresausstellung, Dortmund
- 1977 Deutscher Künstlerbund, 25. Jahresausstellung, Frankfurt am Main
- 1979 Haus der Kunst, München
- 1980 Neue Galerie, Kassel
- 1980 Forum Kunst, Rottweil
- 1982 Haus der Kunst, München
- 1984 Kunstverein und Kunsthaus, Hamburg
- 1984 St. Johannes-Kirche, München
- 1993 Kulturamt Kassel & Kunstverein Kassel
- 1997 Haus der Kunst, München
- 1998 Haus der Kunst, München
- 1999 Kunstverein Passau, Passau
- 2003 Galerie Hermeyer, München; Château-Musée Grimaldi, Cagnes-sur-mer (F); Bayerische Landesamt für Denkmalschutz, München
- 2004 Mönchehaus – Museum für moderne Kunst, Goslar
- 2006 Galerie Seitz & Partner, Berlin; Kunstmuseum Dieselkraftwerk Cottbus

## Literatur

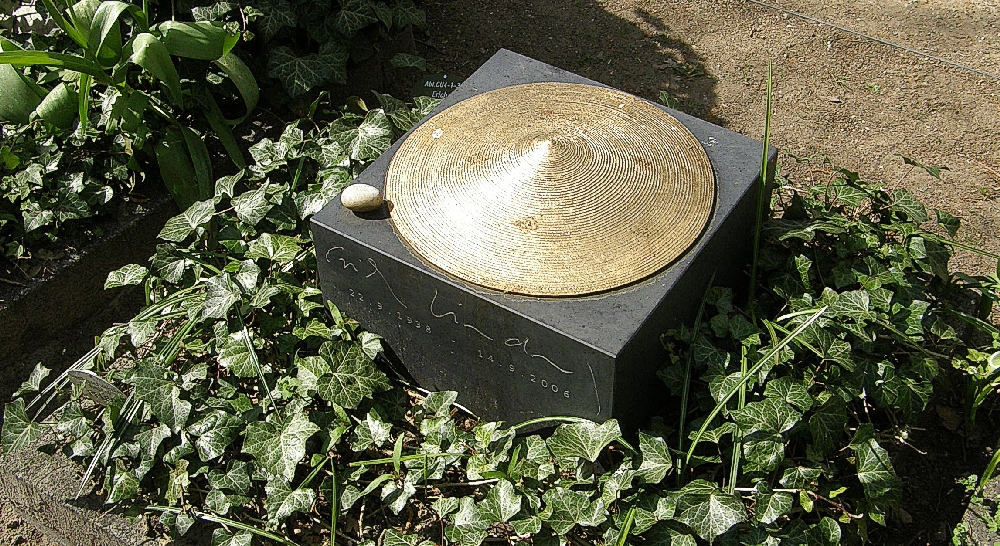
Urnengrab in Berlin